# Billy (månekrater)
Billy er et nedslagskrater på Månen. Det befinder sig på den vestlige halvkugle på Månens forside i de sydlige udkanter af Oceanus Procellarum. Det er opkaldt efter den franske jesuit og matematiker Jacques de Billy (1602 – 1679).
Navnet blev officielt tildelt af den Internationale Astronomiske Union (IAU) i 1935. 
Observation af krateret rapporteredes første gang i 1651 af Giovanni Riccioli.

## Omgivelser
Billykrateret ligger sydøst for det tilsvarende store Hansteenkrater og vest-sydvest for det oversvømmede Letronnekrater. Nord for krater findes en trekantet bjergformation, som er kaldt Mons Hansteen efter det nærliggende krater. Sydøst for Billykrateret er der en rille ved navn Rima Billy, som løber 70 km mod syd.

## Karakteristika
Billykrateret er et af de mørkeste steder på Månens overflade, fordi den indre kraterbund er blevet "oversvømmet" med basaltisk lava, hvilket har givet en mørk overflade på grund af dettes lave albedo. Den del af randen, som er forblevet over overfladen, er snæver og lav, med en tynd indre væg. Kun få småkratere har ramt kraterets indre.

## Satellitkratere
De kratere, som kaldes satellitter, er små kratere beliggende i eller nær hovedkrateret. Deres dannelse er sædvanligvis sket uafhængigt af dette, men de får samme navn som hovedkrateret med tilføjelse af et stort bogstav. På kort over Månen er det en konvention at identificere dem ved at placere dette bogstav på den side af satellitkraterets midte, som ligger nærmest hovedkrateret. Billykrateret har følgende satellitkratere:
| Billy | Længde  | Bredde  | Diameter |
| ----- | ------- | ------- | -------- |
| A     | 14,3° S | 46,3° V | 7 km     |
| B     | 12,2° S | 47,6° V | 25 km    |
| C     | 16,1° S | 49,0° V | 6 km     |
| D     | 14,9° S | 48,3° V | 11 km    |
| E     | 15,0° S | 49,6° V | 2 km     |
| H     | 15,6° S | 49,6° V | 3 km     |
| K     | 12,9° S | 48,7° V | 4 km     |

## Måneatlas
- Billeder af Billykrateret i LPI-måneatlasset